# Чумбінью
Чумбінью (порт. Chumbinho, нар. 21 вересня 1986, Палмаріс) — бразильський футболіст, нападник клубу «Карабах».

## Ігрова кар'єра
Народився 21 вересня 1986 року в місті Палмаріс. Вихованець футбольної школи клубу «Сан-Паулу». Дорослу футбольну кар'єру розпочав 2005 року в основній команді того ж клубу, в якій провів один сезон, взявши участь лише у 3 матчах чемпіонату. Після цього протягом 2006 року грав на правах оренди за клуби «Америка» (Сан-Паулу) та «Касіма Антлерс».
Після цього грав у клубах «Корітіба», «Понте-Прета», «Ріо-Кларо», проте в жодному з них надовго не затримався.
У сезоні 2008/09 виступав за португальський «Лейшойнш», у складі якого зіграв 18 матчів, але виходив здебільшого на заміну.
Влітку 2009 року став гравцем грецького клубу «Етнікос» (Пірей), що виступав у Бета Етнікі. За підсумками сезону команда зайняла 4 місце, але програла плей-оф і не змогла піднятись в елітний дивізіон. Незважаючи на це на Чумбінью звернули увагу представники тренерського штабу клубу «Олімпіакос», до складу якого бразилець і приєднався влітку 2010 року. Проте за основну команду Чумбінью так і не зіграв, виступаючи на правах оренди за інші клуби Суперліги — «Пансерраїкос», ОФІ, «Левадіакос». та «Атромітос».
До складу клубу «Карабах» приєднався в липні 2013 року, підписавши дворічний контракт. В першому ж сезоні Чумбінью став основним форвардом команди, забивши 8 голів в 33 матчах чемпіонати, чим допоміг команді стати чемпіоном Азербайджану. Наразі встиг відіграти за команду з Агдама 37 матчів в національному чемпіонаті.

## Титули і досягнення
- Чемпіон Азербайджану (1):

«Карабах»: 2013-14